# Equipo de Fed Cup de Japón
El Equipo de Copa Billie Jean King de Japón es el equipo representativo de Japón en la máxima competición internacional a nivel de naciones del tenis femenino. Su organización está a cargo de la Japan Tennis Association.

## Historia
Japón compitió en su primera Copa Federación en 1964. Consiguieron su mejor resultado al llegar a las semifinales en 1996.